# Tang Dezong
Tang Dezong, född 742, död 805, var en kinesisk monark. Han var kejsare av Tangdynastin 779 - 805.